# Adan Canto
Adan Canto (Ciudad Acuña, 5 december 1981 – 8 januari 2024) was een Mexicaans acteur. 

## Biografie
Canto begon zijn carrière in enkele Mexicaanse films en tv-series, maar verhuisde naar Texas in de Verenigde Staten, waar hij in 2013 een rol kreeg in de serie The Following. In 2014 speelde hij de rol van Sunspot in de film X-Men: Days of Future Past. In 2016 kreeg hij opnieuw een grote rol in de serie Designated Survivor. 
Hij overleed op 42-jarige leeftijd aan appendixkanker.
- Biblioteca Nacional de España: XX6026399
- Bibliothèque nationale de France: cb17724087m (data)
- Gemeinsame Normdatei: 1315491664
- International Standard Name Identifier: 0000 0004 5763 1612
- Library of Congress Control Number: no2015131664
- Virtual International Authority File: 61144648420613341811
- WorldCat: E39PBJtRQPXVr9RvDx8CBH7yh3